# Lista światowego dziedzictwa UNESCO w Pakistanie
Lista światowego dziedzictwa UNESCO w Pakistanie – lista miejsc w Pakistanie wpisanych na listę światowego dziedzictwa UNESCO, ustanowionej na mocy Konwencji w sprawie ochrony światowego dziedzictwa kulturowego i naturalnego, przyjętej przez UNESCO na 17. sesji w Paryżu 16 listopada 1972 i ratyfikowanej przez Pakistan 23 lipca 1976 roku.
Obecnie (stan w 2019 roku) na liście znajduje się sześć obiektów dziedzictwa kulturowego.
Na pakistańskiej liście informacyjnej UNESCO – liście obiektów, które Pakistan zamierza rozpatrzyć do zgłoszenia do wpisu na listę światowego dziedzictwa, znajduje się 26 obiektów (stan w roku 2019).

## Obiekty na liście światowego dziedzictwa UNESCO
Poniższa tabela przedstawia pakistańskie obiekty na liście światowego dziedzictwa UNESCO:
Nr ref. – numer referencyjny UNESCO;
Obiekt – polskie tłumaczenie nazwy wpisu na liście wraz z jej angielskim oryginałem;
Położenie – miasto, prowincja; współrzędne geograficzne;
Typ – klasyfikacja według Komitetu Światowego Dziedzictwa:
- kulturowe (K),
- przyrodnicze (P),
- kulturowo–przyrodnicze (K,P);

Rok wpisu – roku wpisu na listę;
Opis – krótki opis obiektu wraz z informacjami o jego zagrożeniu.
| Nr ref. | Obiekt | Zdjęcie | Położenie                                                     | Typ            | Rok  | Opis |
| ------- | --- | ------- | ------------------------------------------------------------- | -------------- | ---- | --- |
| 138     | Archeologiczne ruiny Mohendżo Daro Archaeological Ruins at Moenjodaro                                                                               |         | Sindh 27°19′45″N 68°08′20″E/27,329167 68,138889               | K (ii)(iii)    | 1980 | Ruiny miasta Mohendżo Daro w dolinie Indusu, wzniesionego wyłącznie z suszonej cegły w III w. p.n.e., przykład początków planowania urbanistycznego.                                                                                          |
| 139     | Taksila Taxila |         | Pendżab 33°46′45″N 72°53′15″E/33,779167 72,887500             | K (iii)(vi)    | 1980 | Świadectwo rozwoju urbanistycznego miasta cywilizacji doliny Indusu od czasów neolitycznych do II w. n.e.; zachowały się tu m.in. kopiec neolityczny Saraikala, mury obronne Sirkap z II w. p.n.e., miasto Sirsukh z I w. n.e.                |
| 140     | Ruiny buddyjskie Takht-i Bahi oraz pozostałości miasta Szahr-i Bahlol Buddhist Ruins of Takht-i-Bahi and Neighbouring City Remains at Sahr-i-Bahlol |         | Chajber Pasztunchwa 34°19′15″N 71°56′45″E/34,320833 71,945833 | K (iv)         | 1980 | Buddyjski zespół klasztorny Takht-i Bahi z początku I w. oraz ruiny pobliskiego warownego miasteczka Szahr-i Bahlol z tego samego okresu. |
| 143     | Zespół zabytkowy Thatta Historical Monuments at Makli, Thatta                                                                                       |         | Sindh 24°46′00″N 67°54′00″E/24,766667 67,900000               | K (iii)        | 1981 | Nekropolia i ruiny dawnej stolicy trzech kolejnych dynastii regionu Sindh a później w posiadaniu władców mogolskich Delhi. |
| 171     | Lahaur Kila i ogrody Szalimar w Lahaurze Fort and Shalamar Gardens in Lahore                                                                        |         |                                                               | K (i)(ii)(iii) | 1981 | |
|         | Lahaur Kila |         | Lahaur Pendżab 31°35′25″N 74°18′35″E/31,590278 74,309722      |                |      | Fort z pałacami i marmurowymi meczetami zdobionymi mozaikami i złoceniami wzniesiony za panowania władcy Imperium Mogołów Szahdżahana. |
|         | Ogrody Szalimar |         | Lahaur Pendżab 31°35′09″N 74°22′55″E/31,585833 74,381944      |                |      | Kompleks ogrodowy w stylu perskim z czasów panowania władcy Imperium Mogołów Szahdżahana. |
| 586     | Rohtas Kila Rohtas Fort |         | Pendżab 32°57′45″N 73°35′20″E/32,962500 73,588889             | K (ii)(iv)     | 1997 | Fort wzniesiony przez Szera Szaha Suriego w 1541 roku po zwycięstwie nad władcą mogolskim Humajunem, nigdy nie zdobyty, zachował się w nienaruszonym stanie. Masywny mur obronny z bastionami i monumentalnymi bramami ma długość ponad 4 km. |

## Obiekty na pakistańskiej Liście Informacyjnej UNESCO
Poniższa tabela przedstawia obiekty na pakistańskiej Liście Informacyjnej UNESCO:
Nr ref. – numer referencyjny UNESCO;
Obiekt – polskie nazwa obiektu wraz z jej angielskim oryginałem na pakistańskiej Liście Informacyjnej;
Położenie – miasto, prowincja; współrzędne geograficzne;
Typ – klasyfikacja według zgłoszenia:
- kulturowe (K),
- przyrodnicze (P),
- kulturowo–przyrodnicze (K,P);

Rok wpisu – roku wpisu na Listę Informacyjną;
Opis – krótki opis obiektu wraz z informacjami o jego zagrożeniu.
| Nr ref. | Obiekt | Zdjęcie | Położenie                                                              | Typ             | Rok        | Opis |
| ------- | --- | ------- | ---------------------------------------------------------------------- | --------------- | ---------- | --- |
| 1277    | Cesarski Meczet Badshahi Mosque, Lahore |         | Lahaur Pendżab 31°35′17,1″N 74°18′36,4″E/31,588070 74,310120           | K               | 1993       | Bogato zdobiony meczet z czerwonego piaskowca, wzniesiony w XVII w., przykład architektury mogolskiej. |
| 1278    | Meczet Wazir Khan Wazir Khan's Mosque, Lahore |         | Lahaur Pendżab 31°34′59″N 74°19′24″E/31,583056 74,323333               | K               | 1993       | Bogato zdobiony meczet z XVII w.. |
| 1279    | Grobowiec Dżahangira, grobowiec Asafy Khana i Akbari Sarai Tombs of Jahangir, Asif Khan and Akbari Sarai, Lahore                                                                             |         |                                                                        | K               | 1993       | |
|         | Mauzoleum Cesarza Dźahangira |         | Lahaur Pendżab 31°37′21,0″N 74°18′11,5″E/31,622500 74,303200           |                 |            | Grobowiec XVII-wiecznego władcy imperium Wielkich Mogołów Dżahangira. |
|         | Grobowiec Asafy Khana |         | Lahaur Pendżab 31°37′21″N 74°17′51″E/31,622500 74,297500               |                 |            | Grobowiec XVII-wiecznego wielkiego wezyra Asafy Khana. |
|         | Akbari Sarai |         | Lahaur Pendżab 31°37′21,0″N 74°17′58,9″E/31,622500 74,299700           |                 |            | Karawanseraj dla podróżnych i opiekunów grobowców Dżahangira i Asafy Khana. |
| 1281    | Hiran Minar ze zbiornikiem wodnym w Śekhupurze Hiran Minar and Tank, Sheikhupura |         | Śekhupura Pendżab 31°44′35,0″N 73°57′18,7″E/31,743056 73,955194        | K               | 1993       | XVII-wieczna rezydencja ze zbiornikiem wodnym wzniesiona przez Dżahangira. |
| 1281    | Śah Rukn-e Alam ka Makbara Tomb of Hazrat Rukn-e-Alam, Multan |         | Multan Pendżab 30°11′56″N 71°28′17″E/30,198889 71,471389               | K (iii)(iv)(vi) | 1993, 2004 | XIV-wieczny grobowiec sufickiego świętego Rukn-e-Alama. |
| 1284    | Rani Kot Rani Kot Fort, Dadu |         | Sindh 25°53′47″N 67°54′09″E/25,896389 67,902500                        | K               | 1993       | XIX-wieczne fortyfikacje na długości 35 km. |
| 1286    | Meczet Szahdżahana Shah Jahan Mosque, Thatta |         | Thatta Sindh 24°44′50″N 67°55′40″E/24,747222 67,927778                 | K               | 1993       | XVII-wieczny meczet z najbardziej wyszukanymi na subkontynencie indo-pakistańskim dekoracjami z kafli. |
| 1287    | Grobowce w Ćaukandi Chaukhandi Tombs, Karachi |         | Karaczi Sindh 24°51′50″N 67°16′17″E/24,863889 67,271389                | K               | 1993       | Cmentarz muzułmański z XVII–XVIII w. z bogato zdobionymi grobowcami z piaskowca. |
| 1876    | Stanowisko archeologiczne Mehrgarh Archaeological Site of Mehrgarh |         | Beludżystan 29°12′45″N 67°40′15″E/29,212500 67,670833                  | K               | 2004       | Stanowisko archeologiczne z pozostałościami neolitycznej osady miejskiej cywilizacji doliny Indusu z okresu od VII do III w. p.n.e. |
| 1877    | Stanowisko archeologiczne Rehman Dheri Archaeological Site of Rehman Dheri |         | Chajber Pasztunchwa 31°57′58,0″N 70°47′39,0″E/31,966111 70,794167      | K (ii)(iv)      | 2004       | Stanowisko archeologiczne z pozostałościami neolitycznej osady cywilizacji doliny Indusu z IV tysiąclecia p.n.e. |
| 1878    | Stanowisko archeologiczne Harappa Archaeological Site of Harappa |         | Pendżab 30°37′45″N 72°51′49″E/30,629167 72,863611                      | K (ii)(iv)      | 2004       | Stanowisko archeologiczne z pozostałościami neolitycznej osady cywilizacji doliny Indusu z III tysiąclecia p.n.e. |
| 1879    | Stanowisko archeologiczne Ranigat Archaeological Site of Ranigat |         | Chajber Pasztunchwa 30°37′45″N 72°51′49″E/30,629167 72,863611          | K (ii)(iv)      | 2004       | Stanowisko archeologiczne z pozostałościami buddyjskiej architektury cywilizacji Gandhary. |
| 1880    | Edykty skalne w Shahbazgarhi Shahbazgarhi Rock Edicts |         | Chajber Pasztunchwa 34°12′00″N 72°09′00″E/34,200000 72,150000          | K (ii)(iv)      | 2004       | Stanowisko z dwoma ogromnymi blokami skalnymi, na których wyryto 14 edyktów władcy indyjskiego imperium Maurjów – Aśoki. |
| 1881    | Edykty skalne w Mansahrze Mansehra Rock Edicts |         | Mansahra Chajber Pasztunchwa 34°20′00″N 73°10′00″E/34,333333 73,166667 | K (ii)(iii)(vi) | 2004       | Stanowisko z trzema ogromnymi blokami skalnymi, na których wyryto 14 edyktów władcy indyjskiego imperium Maurjów – Aśoki. |
| 1882    | Baltit Kila Baltit Fort |         | Karimabad Gilgit-Baltistan 36°19′32″N 74°40′11″E/36,325556 74,669722   | K (i)(ii)       | 2004       | Fort z VIII w., siedziba władcy Buruszów do 1945 roku. |
| 1883    | Grobowiec Bibi Dżiwindi, Grobowiec Baha’ al-Halima i Meczet i Grobowiec Dżalaluddina Bukhariego Tomb of Bibi Jawindi, Baha'al-Halim and Ustead and the Tomb and Mosque of Jalaluddin Bukhari |         | Uć Pendżab                                                             | K (ii)(iv)(vi)  | 2004       | |
|         | Grobowiec Bibi Dżiwindi |         | Uć Pendżab 29°14′27,3″N 71°03′09,1″E/29,240917 71,052528               |                 |            | Grobowiec Bibi Dżiwindi, prawnuczki Dżahanidżana Dżahangaszty, wzniesiony w 1494 roku. |
|         | Grobowiec Baha’ al-Halima |         | Uć Pendżab 29°14′00″N 71°04′00″E/29,233333 71,066667                   |                 |            | Grobowiec Baha’ al-Halima, nauczyciela Dżahanidżana Dżahangaszty. |
|         | Meczet i Grobowiec Dżalaluddina Bukhariego |         | Uć Pendżab 29°14′00″N 71°04′00″E/29,233333 71,066667                   |                 |            | XIV-wieczny meczet i grobowiec Dżalaluddina Bukhariego. |
| 1885    | Port w Bhamborze Port of Banbhore |         | Sindh 24°45′05,0″N 67°31′16,7″E/24,751400 67,521300                    | K (iv)(v)(vi)   | 2004       | Stanowisko archeologiczne z pozostałościami zabudowań z okresu od I w. p.n.e. do XIII w. n.e., pozostałościami średniowiecznego portu. |
| 6108    | Derawar Kila i pustynne forty na pustyni Retila-e Registan-e Ćolistan Derawar and the Desert Forts of Cholistan                                                                              |         | Pendżab 28°46′05″N 71°20′03″E/28,768056 71,334167                      | K (iii)(v)      | 2016       | Na pustyni Retila-e Registan-e Ćolistan znajduje się kilka średniowiecznych fortów. Najlepiej zachowany jest Derawar Kila z IX w. z masywnymi murami z gliny o wysokości 30 m.                                                                 |
| 6109    | Krajobraz kulturowy Hingol Hingol Cultural Landscape |         | Beludżystan 25°36′00″N 65°40′00″E/25,600000 65,666667                  | K (iii)(vi)     | 2016       | Święte miejsce hinudizmu na terenie Parku Narodowego Hingol. |
| 6110    | Krajobraz kulturowy systemu kanat Karez System Cultural Landscape |         | Beludżystan 30°18′10,8″N 60°58′42,1″E/30,303003 60,978375              | K (ii)(iv)(v)   | 2016       | System nawadniania na pustyni z I w. p.n.e. nadal funkcjonujący. |
| 6111    | Krajobraz kulturowy Nagarparkar Nagarparkar Cultural Landscape |         | Sindh 24°21′35,5″N 70°45′29,9″E/24,359861 70,758306                    | K (iii)(iv)     | 2016       | Dawny ośrodek dźinizmu z licznymi świątyniami z XII–XV w. |
| 6112    | Park Narodowy Środkowego Karakorum Central Karakorum National Park |         | Gilgit-Baltistan 35°53′00″N 76°31′00″E/35,883333 76,516667             | P (viii)(ix)    | 2016       | Wysokogórski park narodowy, największy pod względem powierzchni w Pakistanie. 40% parku stanowią lodowce. |
| 6115    | Park Narodowy Deosai Deosai National Park |         | Gilgit-Baltistan 35°01′08,2″N 75°24′51,8″E/35,018931 75,414392         | P (ix)(x)       | 2016       | Park narodowy powstały dla ochrony himalajskiego niedźwiedzia brunatnego (Ursus arctos isabellinus) i jego siedlisk. |
| 6116    | Las jałowcowy w Zijaracie Ziarat Juniper Forest |         | Zijarat Beludżystan 30°25′59,7″N 67°44′18,7″E/30,433247 67,738519      | P (x)           | 2016       | Największy las jałowcowy w Pakistanie, uważany za drugi pod względem powierzchni na świecie. Rosną tu jedne na jastarszych okazów jałowców na świecie.                                                                                         |
| 6118    | Góry Słone i kopalnia soli Khewra The Salt Range and Khewra Salt Mine |         | Pendżab 32°46′21,7″N 72°41′58,3″E/32,772694 72,699528                  | K,P (v)(viii)   | 2016       | Góry Słone powstały 800 milionów lat temu, na ich obszarze występują liczne skaminialości sprzed ok. 18 milionów lat, m.in. ślady dinozaurów z jury środkowej. Pokłady soli Khewra znane były już w czasach kampanii Aleksandra Macedońskiego. |